# Últimas Noticias (Ecuador)
Últimas Noticias fue un diario ecuatoriano, fundado en Quito, el 8 de junio de 1938 por el periodista Jorge Mantilla Ortega, que se editaba en Quito. Pertenecía a la organización de diario El Comercio.
Su director fue Jorge Ribadeneira Araujo. Su editor general es Carlos Mora.  
Además, fue el iniciador, en 1959, de los festejos de la Fundación de Quito, con la serenata quiteña de la noche de cada 6 de diciembre.
Actualmente, cuenta con los suplementos Vida Sana (salud), Futbolero (deportes, con especialización en fútbol), Mi Casa (construcción y decoración), Ocio y Fiesta (farándula, con agenda de fin de semana) y Ultimitas (infantil).
Tenía a su cargo la organización desde 1960, de la carrera Quito Últimas Noticias 15K, la prueba pedestre más importante del Ecuador y una de las más conocidas de América.
Su circulación diaria era de 53 mil ejemplares (promedio) y salía a la venta de lunes a sábado. A partir de septiembre de 2010, luego de una década, reinició su circulación los sábados.
El tabloide dejó de circular en junio de 2023 tras el anuncio del fin de las ediciones impresas de diario El Comercio.